# Федорюк, Михаил Васильевич
Михаил Васильевич Федорюк (30 сентября 1934, Свердловск — 7 октября 1990) — советский математик, доктор физико-математических наук (1967), профессор Московского физико-технического института.

## Биография
Родился 30.09.1934 в Свердловске.
Окончил механико-математический факультет МГУ им. М. В. Ломоносова (1957) и аспирантуру (1960, научный руководитель И. М. Гельфанд). В 1961 г. защитил кандидатскую диссертацию.
С 1960 работал на кафедре высшей математики Московского физико-технического института: ассистент, с 1963 — доцент, с 1967 г. профессор.
С 1966 г. по совместительству старший научный сотрудник Акустического института им. Н. Н. Андреева.
Доктор физико-математических наук (1967), профессор (1969). Кандидат в члены-корреспонденты АН СССР (1990).
Трагически погиб 7 октября 1990 года.

## Труды
Автор серии работ, посвящённых асимптотическому исследованию решений обыкновенных дифференциальных уравнений, а также асимптотике решений линейных уравнений высокого порядка. Является создателем многомерного метода перевала нахождения асимптотики интегралов. Автор учебников «Лекции по теории функций комплексного переменного» (совм. с М. И. Шабуниным и Ю. В. Сидоровым), «Обыкновенные дифференциальные уравнения» (3-е изд. — 2009) и «Сборника задач по теории асимптотических функций» (коллектив авторов), выдержавших несколько изданий и переведённых на иностранные языки.

### Монографии
- «Квазиклассическое приближение для уравнений квантовой механики» (совм. с В. П. Масловым),
- «Метод перевала» (2-е изд. — 2010),
- «Асимптотические методы для линейных обыкновенных дифференциальных уравнений» (2-е изд. — 2009)
- Асимптотика: интегралы и ряды. — М. : Наука, 1987. — 544 с.; 21 см. — (СМБ. Справ. мат. б-ка), (2-е изд. — 2009).